# 本寧頓 (愛達荷州)
本寧頓（英語：Bennington）是位於美國愛達荷州貝爾萊克縣的一個人口普查指定地區。

## 地理
本寧頓的座標為42°23′28″N 111°19′15″W / 42.39111°N 111.32083°W，而該地最高點為海拔高度1845米（即6053英尺）。

## 人口
根據2010年美國人口普查的數據，本寧頓的面積為16.43平方千米，當中陸地面積為16.42平方千米，而水域面積為0.01平方千米。當地共有人口190人，而人口密度為每平方千米11.56人。